# Konservativna sila
Konservatívna síla (tudi potencialna sila) je sila, katere skupno opravljeno delo po poljubno izbrani zaključeni poti je enako nič. Delo, ki ga konservativna sila opravi pri premiku med dvema izbranima točkama, je neodvisno od izbranega tira, če ostajata začetna in končna točka isti. Pridevnik »konservativen« izhaja iz dejstva, da se lahko, kadar se obravnava konservativna sila, vpelje potencial in potencialno energijo, zato je mogoče učinke sile obravnavati kot spremembe potencialne energije, kar pomeni, da se skupna mehanska energija ohranja. Beseda konservativen izhaja iz latinskega glagola conservare s pomenom  (ob)držati, ohraniti/ohranjati, (ob)varovati.
Vse osnovne sile so konservativne.
Zgleda nekonservativnih oz. disipativnih sil sta upor in trenje. Nekonservativne sile so posledica zanemarjenih prostostnih stopenj sistema. Trenje bi se tako lahko obravnavalo brez vpeljave nekonzervativnih sil, če bi se obravnavalo toploto kot kinetično energijo, a to bi pomenilo, da bi se bilo treba odreči makroskopskim termodinamskim parametrom, ki jih dá statistična mehanika, in namesto tega upoštevati gibanje vseh molekul, ki sestavljajo dano snov. Za vsa makroskopska telesa je zato približek nekonservativnih sil neprimerno bolj uporaben kot obravnava 1020 prostostnih stopenj sistema.

## Matematični opis
Za konservativne sile veljajo naslednje značilnosti:
1. Rotor konservativnih sil je enak 0:
{\displaystyle \nabla \times {\vec {\mathbf {F} }}=0\!\,.}
2. Skupno opravljeno mehansko delo konservativnih sil po poljubni izbrani zaključeni poti je enako 0 (krivuljni integral je enak 0):
{\displaystyle A\equiv \oint \limits _{C}{{\vec {\mathbf {F} }}\,\mathrm {d} {\vec {\mathbf {s} }}}=0\!\,.}
3. konservativna sila je gradient kakšne skalarne funkcije {\displaystyle f\!\,} (potenciala). Ta funkcija je do predznaka enaka potencialni energiji {\displaystyle W_{\mathrm {p} }\!\,}:
{\displaystyle {\vec {\mathbf {F} }}=\nabla f\!\,.}
Količini {\displaystyle {\vec {\mathbf {F} }}\!\,} in {\displaystyle W_{\mathrm {p} }\!\,} povezuje zveza:
{\displaystyle {\vec {\mathbf {F} }}=-\nabla W_{\mathrm {p} }\!\,.}
Vse tri značilnosti so enakovredne. Enakovrednost prve in tretje značilnosti je ena od oblik Helmholtzeve razstavitve vektorskega polja::
{\displaystyle {\vec {\mathbf {F} }}=-\nabla \phi +\nabla \times {\vec {\mathbf {A} }}\!\,.}
Vsako dovolj gladko, hitro pojemajoče vektorsko polje v treh razsežnostih se lahko loči v vsoto nevrtečega se vektorskega polja (brez rotorja, (potencialno (vektorsko) polje)) in solenoidalnega (vektorskega) polja (brez divergence).